# Trattato di Nvarsak
Il Trattato di Nvarsak (scritto anche Nuarsak) venne firmato tra il ribelle armeno Vahan Mamikonian e i rappresentanti del Re dei Re Sasanidi (shahanshah) Balash (r. 484–488) a Nvarsak nel 484.

## Panoramica
Il Trattato di Nvarsak venne concluso dopo l'uccisione del precedente shahanshah sasanide Peroz I (r. 459-484) da parte degli unni bianchi per mezzo degli sforzi della guerriglia armena. Questo trattato garantiva libertà religiosa e l'autonomia agli armeni.
Le condizioni del trattato furono le seguenti:
- 1. Tutti gli altari del fuoco esistenti in Armenia sarebbero stati distrutti e non si sarebbero costruiti nuovi altari.[4]
- 2. I cristiani in Armenia avrebbero avuto la libertà di culto e le conversioni allo zoroastrismo sarebbero dovute essere fermate.[4]
- 3. La terra non sarebbe stata assegnata a persone che si convertivano allo zoroastrismo
- 4. Il re sasanide avrebbe dovuto, di persona, amministrare l'Armenia e non tramite deputati.[4]

In seguito al trattato, Vahan Mamikonian fu nominato hazarapet e più tardi marzban dell'Armenia.